# Ici Londres
Pour le film, voir Ici Londres (film, 1941).
Albums de Eddy Mitchell
Mitchell
(1987) Eddy Mitchell au Casino de Paris
(1990)
Ici Londres est le vingt-septième album studio du chanteur français Eddy Mitchell, sorti en 1989 sur le label Polydor.

## Liste des titres
- Sauf mention contraire, toutes les musiques sont de Pierre Papadiamandis
- Sauf mention contraire, les textes sont de Claude Moine (Eddy Mitchell lui-même)

| No  | Titre                         | Paroles                          | Musique            | Durée |
| --- | ----------------------------- | -------------------------------- | ------------------ | ----- |
| 1.  | Lèche-bottes Blues            | Boris Bergman, Claude Moine      |                    | 4:20  |
| 2.  | Mon cœur vinyle               |                                  |                    | 4:22  |
| 3.  | Under The Rainbow             | Boris Bergman, Claude Moine      |                    | 4:14  |
| 4.  | Me laisse pas tomber          | Boris Bergman, Claude Moine      |                    | 4:08  |
| 5.  | Du déjà vu                    | Boris Bergman, Claude Moine      |                    | 3:56  |
| 6.  | On m'a dit que...             |                                  |                    | 4:12  |
| 7.  | Le Baby Blues                 |                                  |                    | 4:21  |
| 8.  | Tache d'huile                 | Didier Barbelivien, Claude Moine |                    | 4:01  |
| 9.  | Les Lionnes de mer            | Boris Bergman, Claude Moine      | Peter-John Vettese | 4:31  |
| 10. | Comment fais-tu pour dormir ? |                                  | Patrick Lemaître   | 4:11  |